# Ildegonda (Morales)
Ildegonda es una ópera en tres actos y seis escenas con un libreto de Temistocle Solera y música de Melesio Morales.

## Acto primero
Se celebra el funeral por la madre de Ildegonda, hija del señor de Gualderano. Éste ha prometido su mano a Ermenegildo Falsabiglia, sellando así el pacto por la unificación de Lombardía, dividida por las guerras intestinas entre los poderosos señores feudales. La nueva alianza se opone a la salida de las fuerzas lombardas por el Papa. Ildegonda, que está enamorada en secreto de Rizzardo, un joven plebeyo, ha recibido de él un mensaje en el que le pide una cita antes de su partida a Palestina. La joven, deseosa de impedir la proyectada boda, envía a su nodriza Ildebene con una carta para Rizzardo, pero Roggiero, hermano de Ildegonda, hace seguir a la nodriza y logra interceptar la misiva. En la primera escena, el pueblo festeja el anuncio de la próxima boda de Ermenegildo e Ildegonda, aunque ya corren los rumores de su relación con Rizzardo. La joven no puede ocultar a su prometido la tristeza que la invade, pero aduce que es debido a la reciente muerte de su madre. Rolando Gualderano, instruido por Roggiero de los secretos amores de su hija, la amenaza con dar muerte a Rizzardo si la doncella se opone a sus designios. Ildegonda parte desconsolada, mientras padre e hijo planean una emboscada durante el encuentro nocturno de los amantes. Escena segunda. Ildegonda, acompañada de Ildebene, acude a la cita con su enamorado en el jardín del palacio Gualderano. En el interior del Castillo, un coro de caballeros y sirvientes ruega a Dios por la felicidad de Ildegonda. Entre tanto, Ildegonda, sumida en la aflicción, invoca el consuelo de su madre en el duro trance que la aqueja, y en una especie de visión le parece ver al feroz Mahoma mientras muere junto a su amado en Palestina. Llega Rizzardo para disipar sus temores, y ambos enamorados intercambian juramentos de eternal fidelidad. Ildegonda le entrega una cruz y pone a Dios como testigo de su unión, pidiendo que quien muera primero pueda en ánima venir por el otro y así realizar su amor aún después de la muerte. Tras despedirse por última vez de su amado, Ildegonda se encamina al palacio, ahora iluminado por las luces del festejo. Roggiero, que ha permanecido oculto, se enfrenta a Rizzardo y en el breve combate cae herido de muerte. Al sonido de los aceros regresa Ildegonda, quien al ven en tierra a su hermano corre presurosa en su ayuda mientras conmina a Rizzardo para que emprenda la fuga. Acude Rolando rodeado de caballeros y, medio enloquecideo por el terrible espectáculo, maldice a Ildegonda y jura venganza sobre el asesino de su hijo.

## Acto segundo
Escena Primera. En el atrio del palacio Gualderano, Rolando y sus caballeros planean la muerte de Rizzardo, quien no ha podido ser hallado tras la muerte de Roggiero. Entra Ildebene, que al dares cuenta de la conjura se retira. Los cortesanos claman venganza y condenan a Rizzardo al patíbulo.
Escena segunda. Ildegonda ha sido encerrada por su padre en un subterráneo del convento cercano al palacio. Con la mente trastornada llama al espíritu de Rizzardo, a quien cree muerto. Llega éste, dispuesto a liberar a Ildegonda y huir con ella; la joven, presa del delirio, lo toma por una aparición que viene a cumplir juramento de llevarla al cielo consigo. Al punto en que Rizzardo va a huir con Ildegonda aparecen los conspiradores, encabezados por Rolando, y lo hacen prisionero. Ildegonda se da cuenta al fin de que su amado está vivo, pero la certeza de su próxima muerte acaba definitivamente con su razón.

## Acto tercero
Escena primera. Rizzardo espera la muerte decretada por Rolando mientras recuerda apasionadamente a Ildegonda. Súbitamente entran los enviados de Gualderano para anunciarle el perdón de su señor quien, arrepentido ante el lecho de su hija agonizante, envía a buscarlo para darle a la desdichada su última alegría, pero es demasiado tarde; Rizzardo ha sido ejecutado.
Escena segunda. En un aposento del convento Ildegonda yace moribunda. En su locura, recuerda la maldición de su padre y las tristes circunstancias que la han separado de Rizzardo. Víctima del delirio de la muerte, se imagina recibir el perdón de su padre mientras Rizzardo la recibe amoroso en el cielo.

## Datos históricos
Melesio Morales utilizó para su ópera un libreto de Temistocle Solera que ya había sido puesto en metro músico por otros compositores. Uno de ellos fue Emilio Arrieta cuya ópera Ildegonda en dos actos, se estrenó en 1845 en Milán y que luego fue reestrenada en el Palacio Real de Madrid en 1849. La ópera estaba lista, cuando un grupo de notables, entre los que se encontraban los señores don José Urbano Fonseca y don José Ignacio Durán, se apersonaron con el empresario del Gran Teatro Imperial don Annibale Biacchi, a fin de que fuera estrenada en ese teatro la ópera de Melesio Morales. El empresario contestó que no pondría en escena una obra de un mexicano que perjudicara sus intereses. Al respecto Mañón escribe:

La contestación dada por Biacchi indignó grandemente a los citados señores, así como a un grupo numeroso de músicos, diletantes y personas distinguidas que formaban la prestigiada sociedad denominada "Club Filarmónico", quienes después de toda clase de inútiles tentativas, polémicas en la prensa. etc., resolvieron presentarse en el Gran Teatro Imperial la noche del 14 de noviembre (de 1865), en los momentos en que cantaba Un baile de máscaras, haciendo su aparición acompañados de un gran número de alumnos de la Escuela de Bellas Artes, y durante el primer entreacto, secundados por casi la totalidad del público, pidieron a gritos y por medio de un cartelón, que desplegaron en la barandilla de la galería, la representación de Ildegonda. Fue tal el escándalo que se produjo impidiendo la continuación de la ópera de Verdi, que el empresario Biacchi se vio obligado a salir a escena para manifestar que estaba dispuesto a complacer al público, estrenando la obra del maestro Morales. Aplacóse entonces aquél, y pudo continuarse entonces la representación de "Un baile de máscaras", pero al día siguiente Biacchi, por medio de un manifiesto, censuró al público su actitud, al secundar al grupo que inició el escándalo en el teatro. En dicho manifiesto también hacía graves cargos al Ministerio de Gobernación del emperador Maximiliano, en virtud de que se le había asignado una subvención de cinco mil pesos que no había percibido, y que atendiendo a ella había contratado en Europa a la eminente diva Ángela Peralta, viéndose en la imposibilidad de cumplir su compromiso por no haber recibido la citada subvención. Entonces el Ministerio le hizo saber a Biacchi, que por las economías se había suprimido el subsidio ofrecido, pero el Emperador tomó cartas en el asunto y dio orden de que se hiciera efectiva al empresario Biacchi la suma acordada, con cargo a la lista civil del Imperio (...) el sábado 27 de enero, una vez que hubo recibido el empresario Biacchi la subvención del gobierno imperial y obtenido del Emperador el compromiso de cubrir el déficit que hubiera en contra del maestro Morales por tres representaciones de su ópera Ildegonda, contraídas en $6,000.00, estrenóse dicha ópera, constituyendo un clamoroso éxito para su autor, que fue coronado por la Peralta en medio de entusiastas aclamaciones del público.

Al respecto del estreno de Ildegonda escribió el periódico "La Seguridad":

En las noches de ayer y anteayer, ha sido puesta en escena la ópera del joven compositor mexicano don Melesio Morales, intitulada Ildegonda, por la compañía lírica que trabaja en el Teatro Imperial, y teniendo a su cargo los principales papeles la señorita Alba y los señores Tombesi y Cornago. Ante todas las cosas, felicitamos al autor por su partitura, al país por la honra que le cabe en el mérito de la producción, y a los amigos del señor Morales, por ver demostrado el acierto con que juzgaron desde un principio la Ildegonda, y coronados los esfuerzos que hicieron para verla representada.
Lo fue por primera vez el sábado como queda dicho, y, acaso por ser función extraordinaria, no fue muy abundante la concurrencia. No por eso dejó de ser patente el triunfo de la nueva ópera, cuyo autor fue repetidas veces saludado con el mayor entusiasmo, llamado a la escena y coronado en el intermedio del primero al segundo acto por la señorita Peralta a nombre del público. Sabido es que tratándose de composiciones musicales, ni los muy inteligentes pueden descubrir todos sus defectos y sus principales bellezas, en una primera audición, ni pueden ellos apreciar todo el mérito que en el sentido favorable encierren, ni la generalidad del auditorio halla en la ejecución el principal placer que, indudablemente consiste en retener en la memoria los más notables pasajes y motivos, y prepararse a gozar en su repetición material. Casi todas las obras nuevas gozan con tal inconveniente, y entre otros ejemplos, hay el del Fausto, de Gounod, en cuya belleza convienen todos hoy, siendo así que, en lo general, no agradó en su primera representación en México. Óperas hay, sin embargo, que agradan a la primera audición, como la Marta de Flotow, y esto se explica así por su mérito real, como por el estilo brillante y adaptado al gusto del auditorio, cuyo placer sigue siempre en aumento en las repeticiones. Igual suerte ha tenido Ildegonda, pues agradó desde la noche del sábado, y el agrado, que ha tenido considerable aumento en la de ayer, será mucho mayor en las siguientes representaciones.

### Reparto del estreno
| Papel                   | Tesitura     | Estreno Mundial, 26 de enero de 1866 |
| ----------------------- | ------------ | ------------------------------------ |
| Ildegonda               | soprano      | Isabel Alba                          |
| Rizzardo Mazzafiori     | tenor        | Giuseppe Tombesi                     |
| Ildebene                | mezzosoprano | (s/d)                                |
| Rolando Gualderano      | barítono     | Sabatino Capelli                     |
| Roggiero                | tenor        | (s/d)                                |
| Ermenegildo Falsabiglia | bajo         | Juan B. Cornago                      |

### Recepción
La obra se estrenó en el lamentablemente destruido Gran Teatro Nacional, llamado a la sazón Teatro Imperial de la Ciudad de México el 26 de enero de 1866. La obra fue cantada, en funciones posteriores, por Ángela Peralta. El estreno de la ópera le valió a Morales un amplio reconocimiento entre sus contemporáneos. En la Ciudad de México, su amigo, el literato y periodista Lorenzo Elizaga publicó en El pájaro verde del 7 de febrero de 1866 una poesía de la que extraemos lo siguiente:

Y cuando en climas remotos
Nuevos laureles conquistes,
recuerda que tus devotos
por donde quiera que existes
te acompañan con sus votos;
que es de México tu gloria,
que tu genio aquí nació,
que conserva tu memoria
y sigue atento tu historia
que prez y orgullo te dio.>

La ópera se representó con éxito en el Teatro Pagliano de Florencia, Italia en 1869. El éxito en Europa la valió un amplio reconocimiento en México, donde se estrenaron la mayoría de sus óperas posteriores. Ello le dio a Melesio Morales una posición privilegiada y muy respetada en el ámbito cultural del México de finales del siglo XIX. Dado que Melesio Morales fue un compositor reconocido durante el gobierno del señor presidente Don Porfirio Díaz, después de la Revolución mexicana y durante todo el periodo de la Dictadura Perfecta se ignoraron sus óperas. No fue hasta los últimos años de la Dictadura Perfecta en que nuevos musicólogos se han dedicado al rescate de la obra de Melesio Morales. Tal rescate se inició con la representación de Ildegonda durante las festividades de inauguración del Teatro de las Artes de la Ciudad de México bajo la dirección de Fernando Lozano Rodríguez. La representación se grabó en discos compactos y ganó el Orfeo de Oro "Michel Garcin" otorgado por la Academia Francesa del Disco Lírico a la mejor creación discográfica por la primera grabación mundial de Ildegonda. Luego, la ópera fue montada en el Festival Cultural de Mayo de 2007 de la ciudad de Guadalajara, en el Estado de Jalisco en México.
| Papel                   | Tesitura     | Reparto de la función de la inauguración del Teatro de las Artes Ciudad de México 24 de noviembre de 1994   |
| ----------------------- | ------------ | --- |
| Ildegonda               | soprano      | Violeta Dávalos                                                                                             |
| Rizzardo Mazzafiori     | tenor        | Raúl Hernández                                                                                              |
| Ildebene                | mezzosoprano | Grace Echauri                                                                                               |
| Rolando Gualderano      | barítono     | Ricardo Santín                                                                                              |
| Roggiero                | tenor        | Edilberto Regalado                                                                                          |
| Ermenegildo Falsabiglia | bajo         | Noé Colín                                                                                                   |
|                         |              | Orquesta Sinfónica Carlos Chávez Coro de la Escuela Nacional de Música Dirección: Fernando Lozano Rodríguez |

| Papel                   | Tesitura     | Reparto de la función realizada en el Teatro Degollado Guadalajara, México 4 y 6 de mayo de 2007 |
| ----------------------- | ------------ | ------------------------------------------------------------------------------------------------ |
| Ildegonda               | soprano      | María Katzarava                                                                                  |
| Rizzardo Mazzafiori     | tenor        | Dante Alcalá                                                                                     |
| Ildebene                | mezzosoprano | Rebeca Samaniego                                                                                 |
| Rolando Gualderano      | barítono     | Jesús Suaste                                                                                     |
| Roggiero                | tenor        | Arturo Valencia                                                                                  |
| Ermenegildo Falsabiglia | bajo         | Carlos Arturo Mendoza                                                                            |
|                         |              | Orquesta Filarmónica de Jalisco Coro del Estado de Jalisco Dirección: Fernando Lozano Rodríguez  |

## Grabaciones
| Papel                   | Tesitura     | Grabación en vivo realizada en el Teatro de las Artes del Centro Nacional de las Artes Ciudad de México 24 y 27 de noviembre de 1994 |
| ----------------------- | ------------ | --- |
| Ildegonda               | soprano      | Violeta Dávalos |
| Rizzardo Mazzafiori     | tenor        | Raúl Hernández |
| Ildebene                | mezzosoprano | Grace Echauri |
| Rolando Gualderano      | barítono     | Ricardo Santín |
| Roggiero                | tenor        | Edilberto Regalado |
| Ermenegildo Falsabiglia | bajo         | Noé Colín |
|                         |              | Orquesta Sinfónica Carlos Chávez Coro de la Escuela Nacional de Música Dirección: Fernando Lozano Rodríguez                          |

## Citas bibliográficas
1. ↑  Manuel Mañón: "Historia del viejo Gran Teatro Nacional de México. México: Conaculta 2009, Tomo I: 174
2. ↑  citado por Manuel Mañón: "Historia del viejo Gran Teatro Nacional de México. México: Conaculta 2009, Tomo I: 175
3. ↑  Anna Agranoff Ochs 2011: 10. Para mayor información sobre el estreno de Ildegonda véanse las ediciones del 31 de enero y del 4 de febrero de 1866 de los periódicos mexicanos La Orquesta, y la del 11 y 15 de noviembre de 1865 del periódico mexicano El Cronista.
4. ↑  // https://cdr.lib.unc.edu/indexablecontent?id=uuid:5b4e1c74-6231-4223-bb3d-6e25cfdd8a97&ds=DATA_FILE (enlace roto disponible en Internet Archive; véase el historial, la primera versión y la última).